# Smith Rock State Park
Lo Smith Rock State Park è un parco statale situato nell'High Desert dell'Oregon centrale, vicino alle comunità di Redmond e Terrebonne . L'area diurna del parco è aperta tutti i giorni dall'alba al tramonto. Il parco dispone anche di un'area campeggio che può ospitare solo tende. Le sue scogliere a strapiombo di tufo e basalto sono ideali per l'arrampicata su roccia di tutti i livelli di difficoltà. La Smith Rock è comunemente considerato il luogo di nascita dell'arrampicata sportiva americana moderna e ospita vie di arrampicata all'avanguardia. È popolare per l'arrampicata sportiva, l'arrampicata tradizionale , l'arrampicata su più tiri e il bouldering.

## Geologia
Smith Rocks ha origini vulcaniche. È costituito da strati di colate basaltiche recenti che ricoprono le più antiche formazioni di cenere di Clarno e tufo. Circa 30 milioni di anni fa si formò una grande caldera (caldera del fiume Crooked), e successivamente la roccia sovrastante crollò nella camera di lava sotterranea, creando un'enorme quantità di detriti di roccia e cenere che hanno riempito la caldera e che, solidificandosi in roccia, sono diventati tufo di Smith Rock (Smith Rock Tuff). Lungo le faglie dello Smith Rock Tuff si trovano anche intrusioni di flussi di riolite. Mezzo milione di anni fa, il tufo più antico è stato coperto dalle colate di lava basaltica dei vulcani vicini.
Le caratteristiche geografiche odierne sono state determinate dall'erosione degli strati rocciosi dovuta al corso recente del fiume Crooked. La stessa Smith Rock è un argine di 3 200 piedi (980 m) s.l.m. che, essendo costituito da una parete a strapiombo su un'ansa del fiume Crooked (elev. 2600 ft), forma scogliere alte circa 600 piedi.

## Storia
L'origine del nome Smith Rock è incerta. Una storia, pubblicata nel 1867 sullo States Rights Democrat di Albany, afferma che la Smith Rock prende il nome da John Smith, sceriffo della contea di Linn e deputato dello Stato dell'Oregon negli anni '50 e '60 dell'Ottocento. L'articolo di giornale attribuisce a Smith la "scoperta" della roccia. Un'altra storia afferma che il nome deriverebbe da un soldato di nome Smith, che morì nel 1863 precipitando dalla roccia mentre la sua unità era accampata nelle vicinanze.
Lo Stato dell'Oregon è divenuto proprietario del parco tra il 1960 e il 1975 acquisendone i terreni dalla città di Redmond e da Harry e Diane Kem.

## Escursionismo

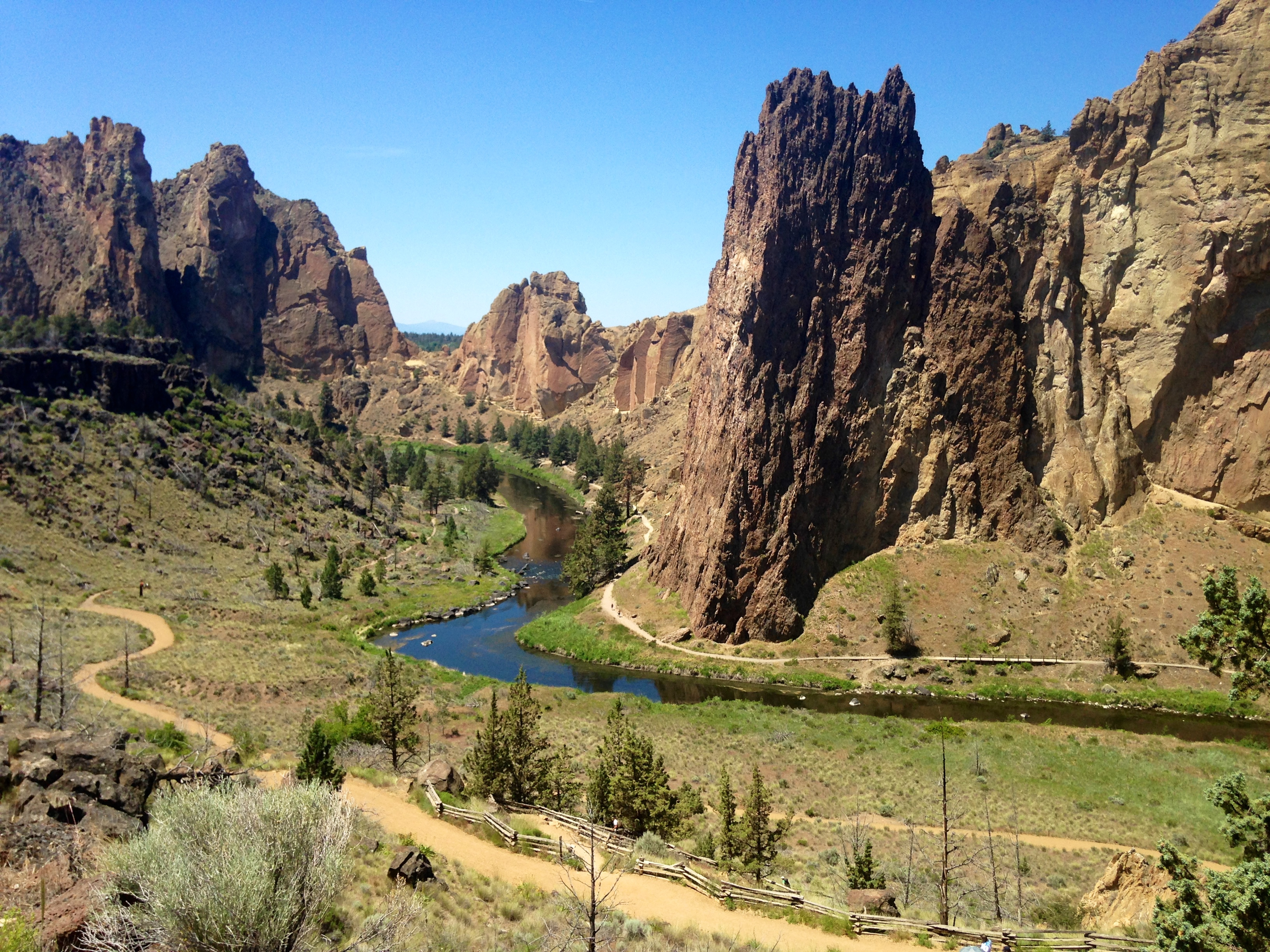
Il fiume Crooked che attraversa Smith Rock

Nel parco vi sono sentieri escursionistici che si sviluppano per diverse miglia. Lungo i sentieri si trovano punti panoramici che si affacciano sul fiume Crooked e sulle vicine formazioni rocciose. I due sentieri principali sono il Summit Trail e il Misery Ridge. La rete di sentieri del parco è collegata ai vicini sentieri del servizio forestale e dell'Ufficio per la gestione del territorio che si trovano su terreni pubblici adiacenti. Il suolo e la vegetazione autoctona sui pendii scoscesi del parco sono molto sensibili ai danni, quindi i visitatori sono tenuti a non abbandonare i percorsi tracciati.

## Arrampicata
Nel parco si trova la prima arrampicata di grado 5.14 (8b+) degli Stati Uniti . La zona è molto famosa per le sue vie impegnative e attrae alpinisti di alto livello.  Nel 1983, Alan Watts iniziò qui a definire l'etica dell'arrampicata sportiva che portò l'arrampicata americana a nuovi livelli. Poco dopo, tra il 1992 e il 2009, sono state aggiunte circa 500 nuove vie di arrampicata. Ciò ha richiamato alpinisti da tutto il mondo e Smith Rock è diventata una delle capitali mondiali dell'arrampicata sportiva. Ancora oggi, il parco attrae scalatori da tutto il mondo. Il clima invernale è generalmente freddo (sotto lo zero), ma gli alpinisti comunque raggiungono la zona per godere della bassa frequentazione delle vie in questa stagione. Nei mesi estivi la temperatura raggiunge regolarmente i 40 °C (100 °F). Per la protezione dei rapaci che nidificano sulle pareti, alcune vie di arrampicata vengono periodicamente chiuse .
Al 2010, lo Smith Rock State Park conta più di 1.800 vie di arrampicata su roccia. Il parco è suddiviso in pareti e le vie hanno nomi comunemente usati dalla comunità alpinistica.

### Christian Brothers
L'area dei Christian Brothers è un grande gruppo di guglie rocciose tra Asterisk Pass e The Dihedrals. Le pareti che la compongono sono il Prophet Wall, The Beard, Testament Slab e i Combination Blocks. L'area contiene diverse vie degne di nota, quali Wartley's Revenge (5.11b Trad), Revelations (5.9 Sport) con il suo primo spit molto in alto, Double Trouble (5.10b Sport), BBQ the Pope (5.10b Sport), Heresy (5.11c Sport), Rude Boys (5.13c Sport), Scarface e Chemical Ali (entrambi 5.14a Sport).

### I diedri
I diedri (The Dihedrals) si trovano tra il Four Horseman e Asterisk Pass, appena oltrepassato il Morning Glory Wall. È una delle aree di arrampicata più popolari del parco, con classiche facili come Cinnamon Slab (5.6 Trad, 2 Pitch), e Bunny Face (5.7 Sport). Ha alcune vie di alta qualità è difficoltà moderata come Moonshine Dihedral (5.9 Trad, 2 Pitch) e Karate Crack (5.10a Trad) oltre ad alcune delle salite più difficili e famose come Heinous Cling (5.12 c Sport), Chain Reaction (5.12c Sport) e To Bolt or Not to Be (5.14a Sport).

### La gola superiore e la gola inferiore
Nella Gola (The Gorge) sono presenti vie classificabili più come tradizionali che sportive, e richiedono agli scalatori una buona preparazione fisica poiché la maggior parte di esse inizia con i primi gradi del 5.12. La roccia è prevalentemente basaltica, abbastanza diversa dal tufo compatto che si trova nella maggior parte delle altre zone di arrampicata dello Smith Rock State Park. La gola inferiore è un luogo per allontanarsi dal caldo nel periodo che va dalla tarda primavera all'inizio dell'autunno.

### I Marsupials
I Marsupials sono l'area di arrampicata del parco più lontana dall'ingresso principale. Per raggiungerla, attraversato il ponte occorre svoltare a destra sul Wolf Tree Trail, seguire il sentiero intorno al canyon lungo il corso del fiume Crooked e girare su Burma Road. I Marsupials iniziano appena fuori Burma Road. Le tre aree principali sono Koala Rock, The Wombat e Brogan Spire.
La via The Optimist (5.14b Sport) situata sul lato "Koala Rock" dei Marsupials fu aperta dalla famosa climber Beth Rodden.

### Zona della Monkey Face
L'area di Monkey Face, pur avendo molte vie, è nota per l'iconica guglia rocciosa denominata "Monkey Face" per via della rassomiglianza con un viso di scimmia, se vista da determinate angolazioni. Questa torre simbolo è alta 350 piedi e ospita diverse vie,  tra le quali una delle più famose, Just Do It (5.14c), è ancora oggi un banco di prova degli arrampicatori che desiderino dimostrare la loro abilità.
Proprio di fronte alla "bocca" di Monkey Face c'è un affioramento roccioso sporgente (The Diving Board) che si avvicina alla torre: sulla roccia e sulla "bocca" sono installati gli ancoraggi per una Tyrolean Traverse. Gli scalatori più avventurosi possono collegarli con una fettuccia di nylon da 1" e creare una " slackline " tra le due posizioni. L'idea è di assicurarsi alla slackline e poi camminare nel vuoto mantenendo l'equilibrio.

### Parete Morning Glory
La parete Morning Glory si trova appena oltre lo Shiprock ed è una delle pareti più frequentate del parco, vantando vie di tutti i livelli. A causa della sua posizione, in tarda mattinata e nel pomeriggio, durante le stagioni calde, la temperatura è molto elevata. Il Morning Glory Wall offre una vasta gamma di salite, tra cui le più importanti sono 5 Gallon Buckets (5.8), Light on the Path (5.10a), Cool Ranch Flavor (5.11b), Magic Light (5.11b), Zebra Seam (5.11d), Churning in the Wake (5.13a) e Vicious Fish (5.13c).

### Parete Picnic Lunch
Il Picnic Lunch è solitamente la prima immagine dello Smith Rock State Park che si presenta alla maggior parte dei visitatori. È una parete alta 700 piedi con vie di arrampicata, molte vie a più tiri e con roccia friabile. Segna anche la partenza dei sentieri Misery Ridge, Wolf Tree e River e pertanto è generalmente affollata di escursionisti.

### Parete Rossa
La Parete Rossa si trova alla fine del sentiero Misery Ridge, oltrepassata la parete Picnic Lunch. La roccia ha un colore variabile dal rosso al viola, a causa del ferro contenuto nella roccia, caratteristica che la distingue dalla maggior parte del tufo nel resto del parco. Comprende alcune vie classiche e facili di più tiri come Superslab (5.6 trad, 3 tiri), Moscow (5.6 trad, 3 tiri con uno scramble di 4ª classe in cima), e Peking (5.8 trad, 3 tiri) . A causa dell'esposizione a est, è indicata la mattina presto nei giorni più freddi e il pomeriggio/sera nei giorni più caldi.

### Rope-de-Dope
Il blocco Rope-De-Dope si trova dall'altra parte del fiume Crooked rispetto alle principali aree di arrampicata come ad esempio il Morning Glory Wall. Il sentiero per Rope-De-Dope è il Canyon Trail, da percorrere verso nord prima di attraversare il ponte principale del parco. Partendo invece da The Bivy, il Rope-de-Dope Trail raggiunge il blocco nella parte posteriore. Il Rope-De-Dope è un classico per i principianti, che imparano su facili percorsi ad arrampicare o a condurre l'arrampicata. Le vie del Rope-De-Dope sono più brevi di quasi tutte le altre vie del parco poiché il blocco di roccia è alto solo 40 piedi. Le corde dall'alto possono essere attrezzate con una breve scalata sul retro del blocco che consente di raggiungere direttamente gli ancoraggi superiori.

### Ships and Gullies
L'area di Ships and Gullies è un insieme di piccole aree ombreggiate che offrono arrampicate di difficoltà variegata. Quest'area comprende le vie Aggro Gully, Cocaine Gully, Honeycomb Wall, Shipwreck Wall, Table Scraps Wall e West Ship River Face. L'area di Ships and Gullies inizia a meno di un quarto di miglio dopo il Picnic Lunch Wall, dopo Shiprock, dove si vede la prima serie di scale che salgono sul sentiero per i Gullies.

### Gruppi Smith Rock
I gruppi Smith Rock coprono un'ampia fascia del parco di arrampicata che si estende da Asterisk Pass al confine meridionale del parco, e costituiscono una buona opzione per allontanarsi dalla folla e dal sole cocente. Lo Smith Rock Group contiene diverse vie di varia difficoltà ma principalmente sportive con un paio di opzioni a tiri multipli. Alcuni dei percorsi più popolari sono Sky Ridge (5.8 trad, 3 tiri), Sunset Slab (5.9 sport, 5 tiri), White Satin (5.9 trad, 3 tiri), Wherever I May Roam (5.9 sport, 5 tiri), Phoenix (5.10a sport), Kunza Korner (5.10c sport), American Nirvana (5.11c sport) e Blackened (5.11c/d).

### West Side Crags
I West Side Crags offrono una zona del parco molto più fresca in estate e una pausa dalle aree normalmente piuttosto affollate del parco. Ci sono tre possibilità di raggiungere le West Side Crags a seconda di quanto si è disposti a camminare e/o arrampicare. Il percorso più diretto prevede di raggiungere l'Asterisk Pass attraverso il sentiero principale del parco, appena a ovest dell'area di The Christian Brothers. Comprende una arrampicata per entrare nella fessura e poi una discesa di 5,7R dall'altro lato del sentiero verso il lato ovest del parco. Il percorso può essere pericoloso se fatto senza attrezzatura ed esperienza di arrampicata. Un altro possibile accesso prevede l'avvicinamento sul sentiero Misery Ridge e la discesa dai tornanti di Monkey Face.  L'ultimo percorso segue il più lungo River Trail intorno alla punta meridionale e poi la salita a piedi fino alle falesie. I West Side Crags comprendono le vie Snake Rock, Angel Flight Crags, Spiderman Buttress, Mesa Verda Wall e Pleasure Palace.

## Campeggio

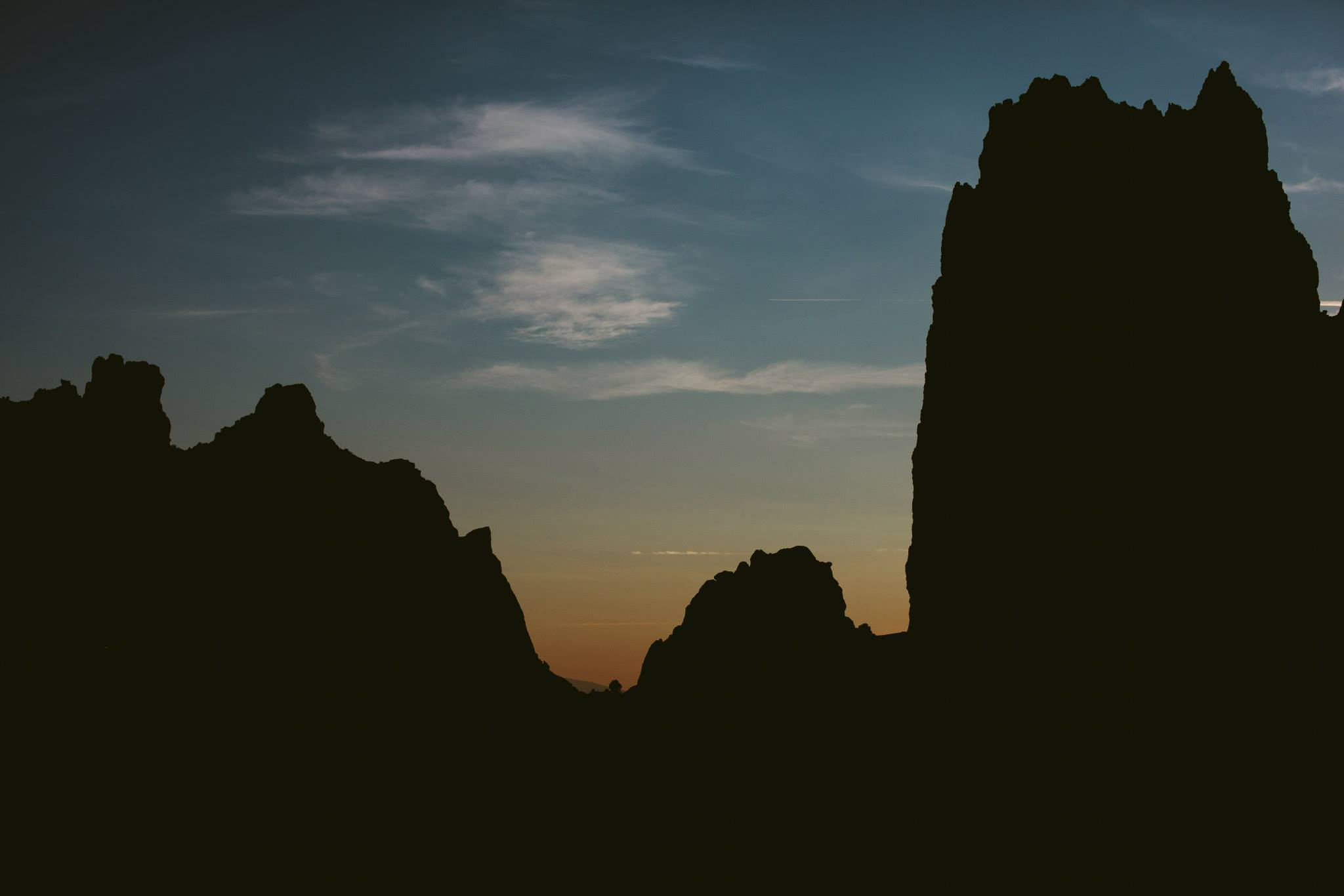
La Smith Rock si staglia al tramonto

L'area diurna del parco dispone di un centro visitatori, strutture per picnic e servizi igienici. L'area diurna è aperta tutto l'anno dall'alba al tramonto. C'è anche un campeggio che ospita solo tende per chi vuole trascorrere la notte. L'area di campeggio si trova a circa 600 piedi (180 m) da un parcheggio lungo la strada principale di accesso al parco. Servizi igienici, docce e zona cottura si trovano in prossimità del parcheggio. Non sono ammessi fuochi all'aperto. Molti dei campeggiatori del parco preferiscono alloggiare a Skull Hollow, un vicino campeggio BLM.

## Animali selvatici
Il parco e la zona circostante abbondano di fauna selvatica. Cervi muli e molti piccoli mammiferi sono comuni in tutto il parco, mentre lungo il fiume Crooked vivono la lontra di fiume e il castoro. L'area di Smith Rock ospita molte specie di uccelli, come lo scricciolo del canyon e il rondone dalla gola bianca, inclusi rapaci come il falco della prateria e l'aquila reale. Lungo il fiume in primavera nidificano Oche e anatre. In alcune aree del parco sono presenti i serpenti a sonagli.

## Corsa
Lo Smith Rock State Park ospita alcune gare di corsa estrema. Le gare coprono distanze che vanno da 4 a 50 miglia, tutte sul terreno impegnativo e movimentato di Smith Rock.